# فشار (فیلم ۲۰۰۹)
فشار (به انگلیسی: Push) نام یک فیلم آمریکایی حادثه‌ای و علمی تخیلی است که در سال ۲۰۰۹ منتشر شد.

## داستان
یک فشار می‌تونه همه چیز رو تغییر بده، این شعار تبلیغاتی فیلم فشاراست. داستان یک گروه از جوانان آمریکا که به وسیلهٔ یک کمپانی مخفی وابسته به دولت بنام اکس ویژن، با دستکاری دی‌ان‌ای و تغییرات ژنتیکی در آنها، آن‌ها را با قدرت‌های خاصی همچون جابجایی سریع اجسام و قدرت دید ماورائی برای رسیدن به اهداف خودشان مورد استفاده قرار می‌دهند و اکنون نیک (کریس ایوانز) پسری با همین توانایی‌ها، که پدرش توسط همین گروه به قتل رسیده، در هنگ کنگ در پناهگاه خودش زندگی می‌کند تا اینکه دختری به نام کیسی به سراغش می‌آید و برای نابودی این گروه از او درخواست کمک می‌کند ولی...

## بازیگران
- کریس ایوانز...... نیک گنت
- داکوتا فنینگ..... کیسی هولمز
- کامیلا بل......... کیرا هادسون
- دیجیمون هانسون.... اگنت هنری کارور
- مینگ نه......... امیلی-هو
- جکی هیانگ